# Église Santa Maria Maddalena dei Pazzi

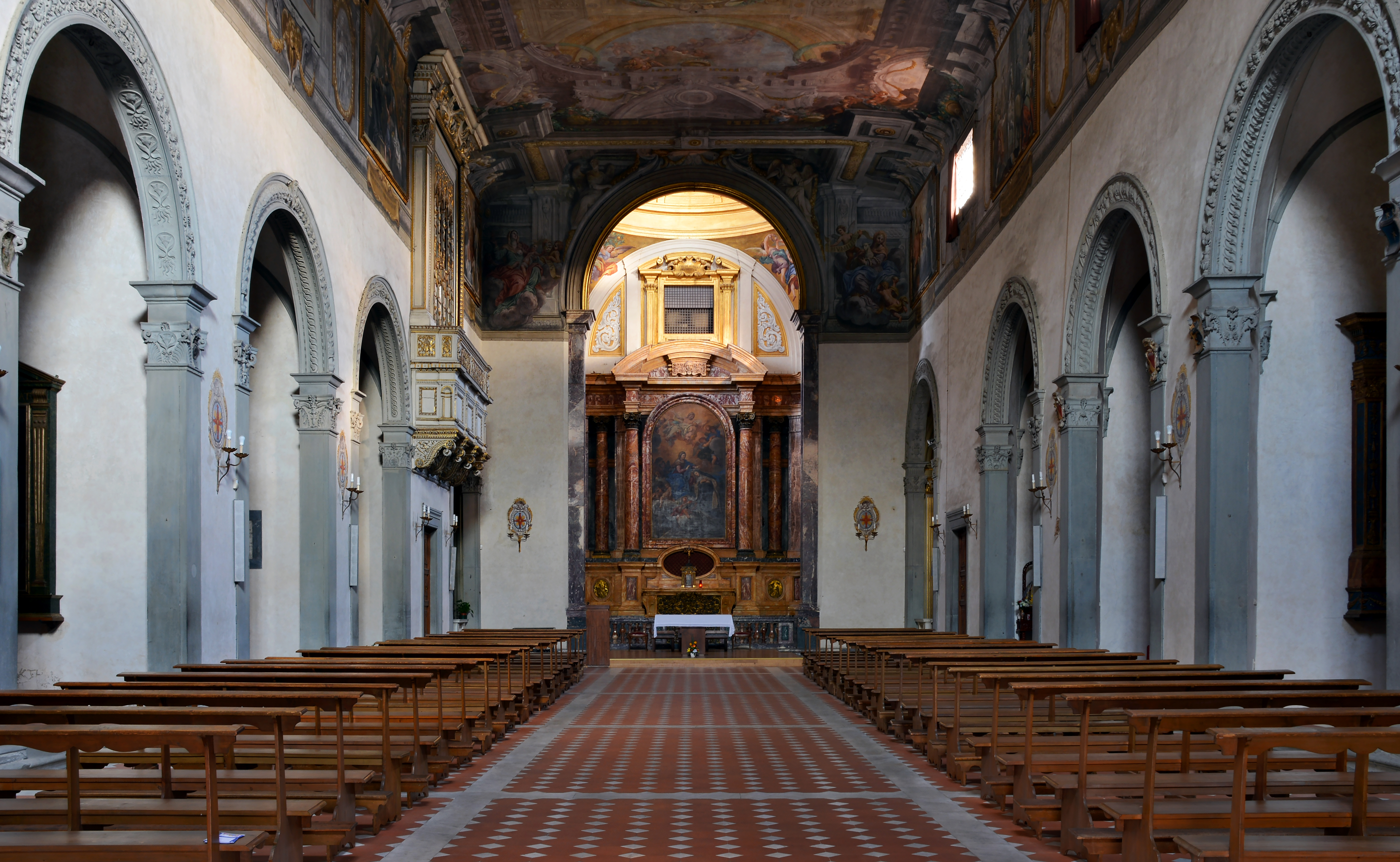
Intérieur de l'église

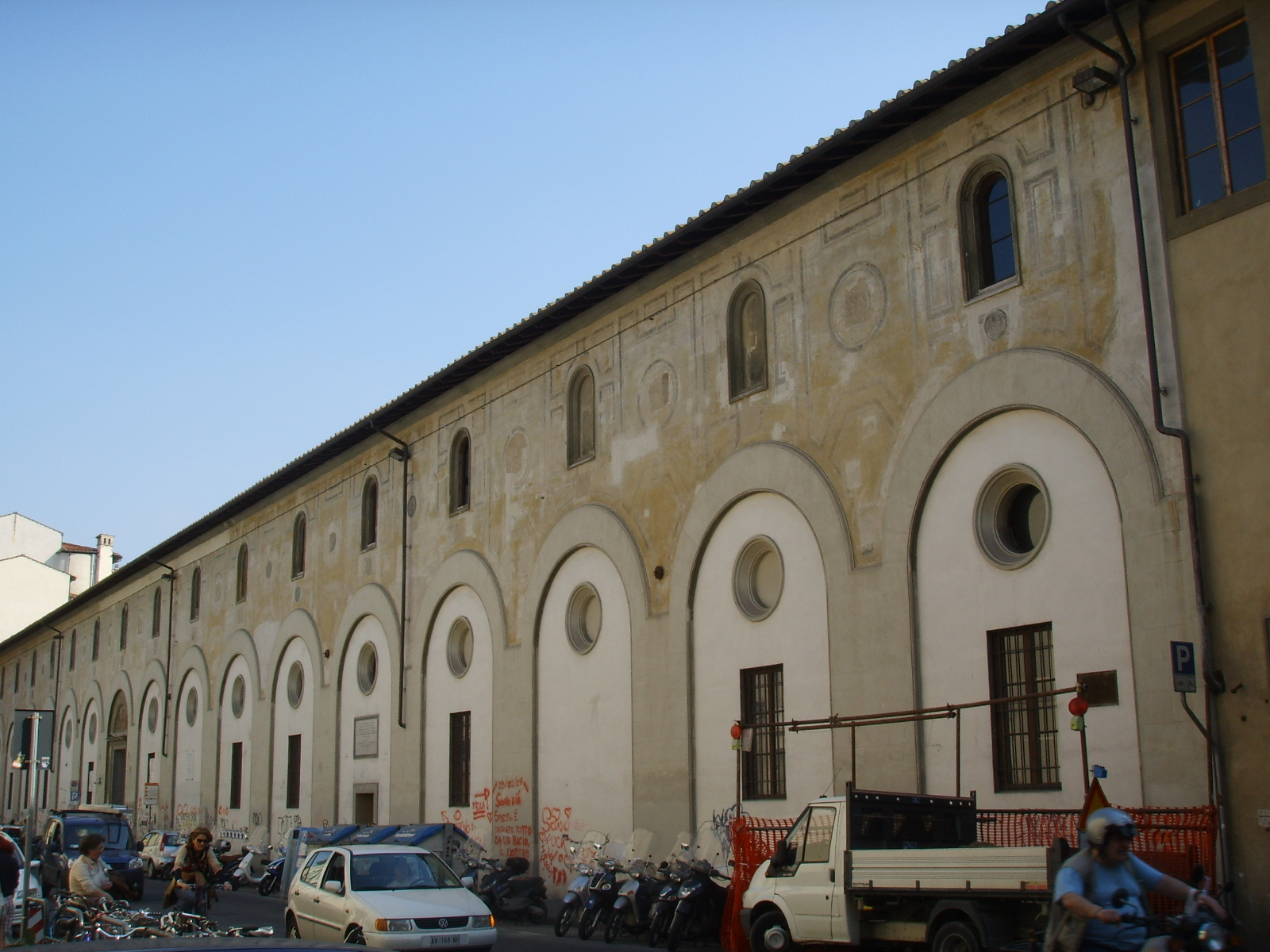
Les bâtiments du couvent

L'église Santa Maria Maddalena dei Pazzi fait partie, avec le couvent annexe, du complexe monumental du centre historique de la ville de Florence en Italie, situé dans son quartier Borgo Pinti, et devenu un lycée

## Histoire
Ce site vit divers ordres monastiques et institutions religieuses et une fondation bénédictine fut instituée en  1257, dite Santa Maria Maddalena delle Convertite, pour accueillir les personnes repenties ou converties, ce qui donna le nom au quartier Borgo Pinti.
En 1322, la structure passa sous le contrôle des Cisterciens de Badia a Settimo, frazione de Scandicci, puis prit son autonomie en  1442, sur la sollicitation du pape Eugène IV, qui transféra  le Convertite à l'église San Donato in Polverosa de Florence.
Le couvent fut reconstruit en face de l'église entre 1481 et 1526 par le financement de Bartolomeo Scala (en même temps que celui de son propre palais) sur les plans de Giuliano da Sangallo, qui choisit le style innovant du  quadriportico en style ionique.
L'intérieur comporte  six chapelles de chaque côté, crépies de blanc, agrémentées des fresques en pietra serena de style brunelleschiano, dont les autels  furent, entre 1480 et 1530, garnis de retables d'artistes de premier ordre tels que Sandro Botticelli, le Pérugin, Domenico et Ridolfo Ghirlandaio, de Lorenzo di Credi et de Raffaellino del Garbo, transférés pendant les   restructurations du XVIIIe siècle

## Œuvres présentes
- Les retables de Carlo Portelli, Alfonso Boschi, Domenico Puligo, Giovanni Bizzelli, Santi di Tito, Francesco Curradi.
- Chapelle des reliques de la sainte Marie-Madeleine de Pazzi de Ciro Ferri (1677-1685),
- Peintures de Luca Giordano et Pier Dandini,
- Statues allégoriques des sculpteurs baroques Innocenzo Spinazzi, et Antonio Montauti,
- Triptyque à fresque de la  Crucifixion  du Pérugin, salle capitulaire du couvent,
- Fresques de Bernardino Poccetti, dans la chapelle de  Santa Maria del Giglio.

## Sources
- (it) Cet article est partiellement ou en totalité issu de l’article de Wikipédia en italien intitulé « Chiesa di Santa Maria Maddalena dei Pazzi » (voir la liste des auteurs).